# Leonardo Alberto Fernández
Leonardo Alberto Fernández (* 13. Januar 1974 in Avellaneda) ist ein ehemaliger bolivianischer Fußballspieler, der aus Argentinien stammt. Der Torhüter war bolivianischer Nationalspieler.

## Karriere

### Verein
Fernández begann seine Karriere bei den Argentinos Juniors und Defensores de Belgrano. 1997 wechselte er zu Oriente Petrolero nach Bolivien. Mit dem Klub erreichte er bei der Copa Libertadores 1997 das Achtelfinale. Bei der Copa Libertadores 1998 schied Oriente in der Gruppenphase aus. 2000 ging er wieder nach Argentinien zu Independiente. Nach einem kurzen Zwischenspiel beim spanischen Zweitligisten FC Extremadura war er bei Unión de Santa Fe unter Vertrag. 2002 wechselte er wieder zu Oriente Petrolero, mit dem er bei der Copa Libertadores 2003 in der Gruppenphase ausschied. 2004 spielte er für die Chacarita Juniors und erneut Oriente Petrolero.
2005 wechselte er zu Atlético Nacional, mit dem er Kolumbianischer Meister wurde. Danach war er bei Tiro Federal (Argentinien), Palestino (Chile) und Aucas (Ecuador), ehe er 2007 wieder zu Oriente Petrolero ging. Nach einem positiven Dopingtest wurde er für zwei Jahre gesperrt. Nach seiner Sperre war er 2009 bei Real Mamoré und La Paz FC. Mit La Paz nahm er an der Copa Sudamericana 2009 teil, wo man aber schon in der ersten Runde ausschied.

### Nationalmannschaft
Fernández wurde zwischen 2003 und 2005 insgesamt 17-mal in die bolivianische Nationalmannschaft berufen und nahm mit Bolivien an der Copa América 2004 teil.